# Привокзальна площа (Київ)
У Вікіпедії є статті про інші площі з назвою Привокзальна площа
Привокза́льна пло́ща — площа у Дарницькому районі Києва, місцевість Нова Дарниця. Розташована між вулицями Привокзальною, Павла Чубинського та Юрія Пасхаліна.

## Історія
Площа виникла наприкінці XIX століття, після побудови Дарницького залізничного вокзалу. Мала назву Вокзальна площа. Сучасна назва — з 1955 року.